# Santiago de Querétaro
Santiago de Querétaro (zkráceně též Querétaro) je mexické město nacházející se v centrální části země zhruba 210 km severozápadně od Ciudad de México. Je hlavním městem stejnojmenného státu Querétaro.
Dle výsledků sčítání obyvatelstva z roku 2010 žilo v tomto roce v samotném městě 626 495 obyvatel; společně s okolními sídelními celky, se kterými tvoří stejnojmennou obec Querétaro, pak 801 940 osob. Širší metropolitní oblast čítala 1 097 028 obyvatel. Jednou z nejvýraznějších dominant města je zdejší akvadukt, který byl dostavěn v roce 1735. Sloupová řada akvaduktu je dlouhá 1280 m a sestává ze 74 oblouků, její největší výška je 28 m.

## Historie
Území současného města a jeho okolí obývaly v předkolumbovském období mezoamerické kultury Otomi, Tarasco, Chichimeca. Po příchodu Španělů v 1. polovině 16. století zde žili evropští kolonizátoři a původní obyvatelé v relativním souladu, což se odrazilo v architektuře města (např. ornamentální výzdoba fasád sakrálních staveb). V Querétaru se odehrálo několik historických událostí, které významně ovlivnily dějiny Mexika. Na začátku 19. století právě zde vznikalo hnutí za nezávislost Mexika na španělské koloniální správě. Budova Bellas Artes byla v roce 1848 místem podepsání smlouvy z Guadalupe Hidalgo, která ukončila mexicko-americkou válku a ve které Mexiko přenechalo Spojeným státům americkým zhruba polovinu svého tehdejšího území. V divadle Teatro de la República byl v roce 1867 odsouzen k smrti mexický císař Maxmilián I. Mexický a jeho generálové Miguel Miramón a Tomás Mejía. V lednu 1917 byla ve stejné budově sepsána dodnes platná mexická ústava.

## Fotogalerie

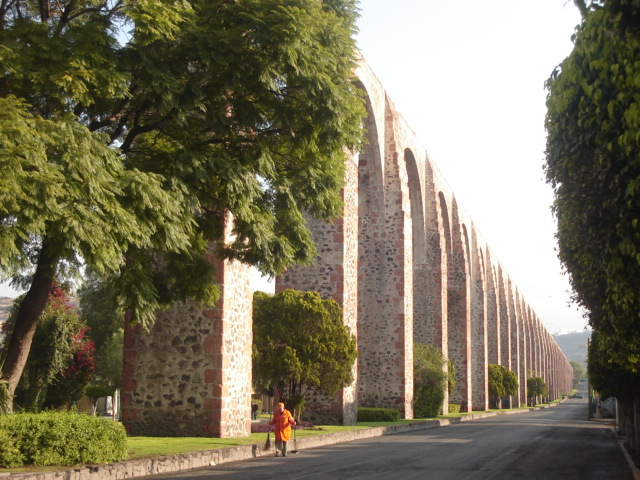
akvadukt
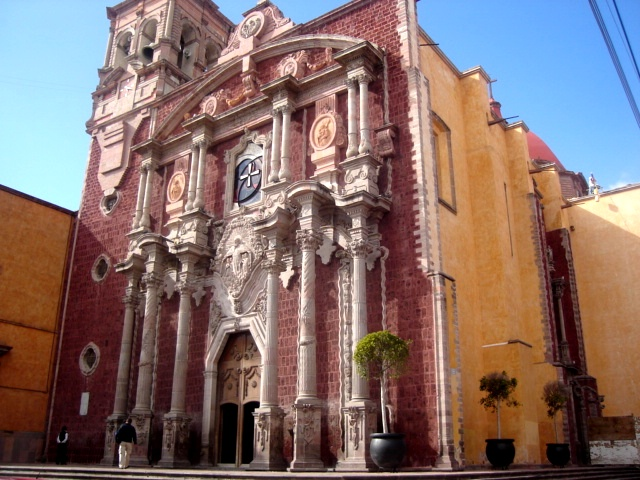
zdejší katedrála
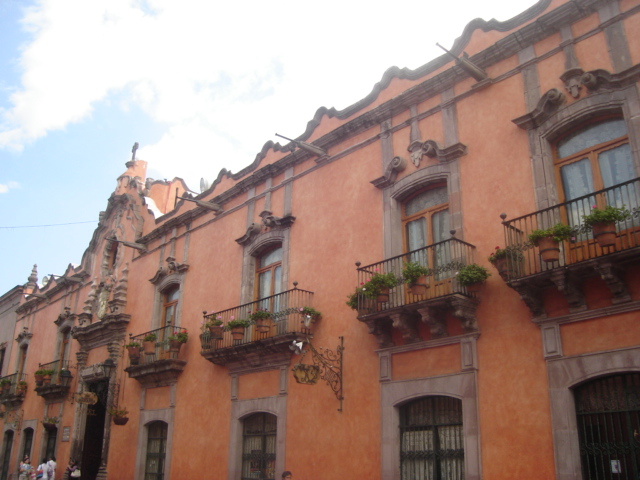
Casa de la marquesa
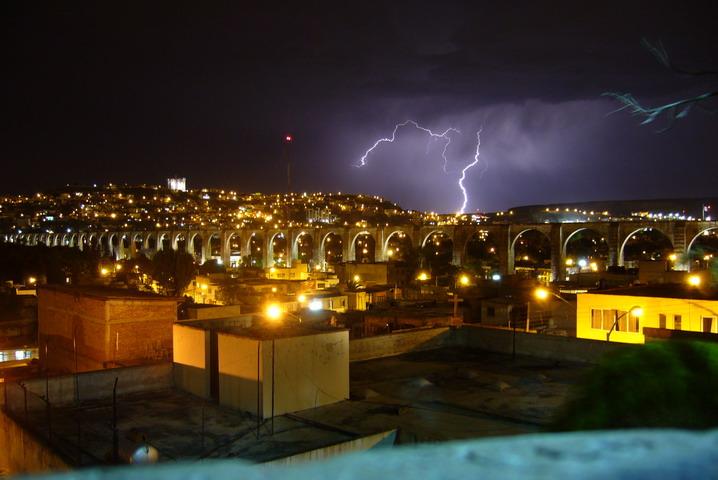
noční panorama města

## Partnerská města
- Bakersfield, USA
- Santiago de Cali, Kolumbie
- Caracas, Venezuela
- Holland, USA
- Josu, Jižní Korea
- Orange, USA
- Orlando, USA
- Santiago de Chile, Chile
- Santiago de Compostela, Španělsko
- Santiago de Cuba, Kuba
- Xalapa, Mexiko